# 倭星阿
倭星阿（？年—？年），成都駐防正藍旗蒙古人， 咸豐九年己未恩科繙譯鄉試中式舉人，同治四年乙丑科繙譯會試中式進士，改歸原班候選知縣。